# La casa della morte
La casa della morte (Welcome to Dead House) è la prima storia della serie horror per ragazzi Piccoli brividi, scritta da R. L. Stine.

## Trama
Amanda Benson e suo fratello Josh, rispettivamente di dodici e undici anni, si trasferiscono nel tranquillo e silenzioso paesino di Cascata Tenebrosa, assieme ai loro genitori, in un'enorme casa fatta di mattoni rossi e col tetto nero ereditata da Charles, un vecchio prozio del signor Benson deceduto l'anno prima. La permanenza di Amanda nella casa non è delle migliori, poiché sente continuamente strani rumori e risatine, e un giorno arriva addirittura a vedere un ragazzo da una delle finestre e una bambina sul pianerottolo del secondo piano. Un giorno, mentre lei e Josh sono in giro per le strade della cittadina con il loro cane Petey, fanno la conoscenza di Ray Thurston e di altri ragazzi, tra cui Karen Somerset, notando però qualcosa di strano: non solo essi si allontanano quando esce il sole, ma Petey ringhia loro ogni volta che li vede, oltre al fatto che la maggior parte di loro prima di allora aveva vissuto nella nuova casa dei Benson. Oltre a questo, l'ambiente intorno ai due ragazzi appare spento, ombroso e mortalmente silenzioso.
Un giorno, Petey fugge via e i due ragazzi decidono di andare a cercarlo in giro per la città, ma senza successo. Quella notte, però, sotto consiglio di Josh, decidono di cercarlo nel cimitero e s'imbattono in Ray, che sconsiglia loro questa decisione. Giunti nel lugubre cimitero, i due trovano Petey che però appare molto strano e con addosso una terribile puzza di cadavere. Amanda poi nota qualcosa di agghiacciante: sulle lapidi di pietra, infatti, legge i nomi di Karen, Jerry e George (altri due loro amici), scoprendo che sono tutti morti in età prematura. Poco dopo nota anche il nome di Ray tra le lapidi e, infatti, quest'ultimo giunge sul posto e rivela alla ragazza la raccapricciante verità: lui e tutti gli altri sono morti viventi che hanno bisogno del loro sangue per poter sopravvivere ed era lui il ragazzo che Amanda aveva visto sulla finestra della casa, così come Karen era la bambina che aveva visto sul pianerottolo, poiché, sia lui che molti altri, un tempo avevano vissuto là. Il provvidenziale intervento di Josh salva la vita ad Amanda, puntando la torcia contro Ray e uccidendolo, facendolo squagliare. Amanda e Josh poi fuggono via nella loro casa e vengono braccati da Karen, George e Jerry, i quali dicono loro che la loro permanenza in quella casa era stata tutto un piano e che non era mai esistito un prozio Charles: era stata solo una scusa per convincerli a venire a vivere in quella casa. Amanda e Josh vengono poi salvati da Compton Dawes (il loro agente immobiliare), il quale li riporta al cimitero dicendogli che i loro genitori sono là, al sicuro. Ma anche Dawes si rivela un morto vivente e confessa ad Amanda e Josh la verità: tutto sarebbe partito, infatti, da un incidente mai chiarito avvenuto anni addietro in una fabbrica alla periferia della città che produceva materiali plastici, e nell'aria venne liberata una nube di gas tossico che uccise tutti gli abitanti di Cascata Tenebrosa, trasformandoli in morti viventi che si cibano del sangue dei malcapitati che ogni anno vanno a vivere nella Casa della Morte (la nuova casa dei Benson).
Amanda e Josh fuggono e trovano i loro genitori legati al centro di una specie di anfiteatro, situato nel cimitero all'ombra di un grande albero, circondati da una folla di morti viventi. Amanda e Josh riescono a spingere l'albero e a farlo cadere, permettendo così alla luce solare di inondare l'ambiente e di uccidere tutti i morti viventi. I Benson dunque riescono a tornare a casa per poter scappare via da quel luogo orribile. Prima di partire, però, Amanda sembra notare Dawes invitare un'altra famiglia, giunta sul momento, nella Casa della Morte.

## Episodio TV
Da questo libro è stata realizzata una trasposizione televisiva che presenta tuttavia delle enormi differenze rispetto alla versione cartacea:
- Nell'episodio televisivo i morti viventi sembrano essere respinti da una misteriosa ghirlanda della signora Benson, che è invece completamente assente nel libro.
- Tutta l'avventura si svolge all'esterno della Casa della Morte, nel libro, a differenza dell'episodio televisivo in cui avviene soprattutto all'interno della casa.
- Nel libro i Benson ereditano la Casa della Morte dal misterioso prozio Charles, mentre nell'episodio televisivo sembrerebbe che essi l'abbiano effettivamente acquistata.
- I genitori di Karen, i Somerset, anch'essi morti viventi che si erano finti amici dei Benson, sono assenti nel libro ma non nell'episodio televisivo. Un discorso a parte vale per George e Jerry, i quali sono assenti nell'episodio televisivo ma non nel libro.
- La ricerca di Petey avviene di giorno e non a mezzanotte nel cimitero nell'episodio televisivo e, oltre a questo, nel cimitero non vi è presente alcun anfiteatro.
- I Benson vengono asserragliati in casa dai morti viventi assieme ai Somerset, scoprendo poi in un secondo momento che anche loro sono morti viventi. Nel libro, invece, non avviene nulla di tutto questo e Amanda e Josh scoprono che gli abitanti sono dei morti viventi leggendo i loro nomi sulle lapidi al cimitero.
- Nel libro non sono citati ma i nomi dei genitori di Amanda e Josh sono Jack e Penelope Benson (di quest'ultima viene detto il nome solo nell'episodio televisivo e quindi non si sa se sia il suo vero nome).
- Nell'episodio televisivo Ray muore solo nella parte finale assieme a Karen e a tutti gli altri morti viventi grazie ad Amanda e Josh che li investono con la luce solare proveniente dalle finestre sbarrate della Casa della Morte. Nel libro, invece, Ray viene ucciso durante la ricerca di Petey nel cimitero, grazie a Josh che lo colpisce con il raggio di luce della torcia, mentre le altre persone muoiono sempre a causa della luce solare ma non nella casa, bensì nell'anfiteatro posto nel cimitero.
- Nell'episodio televisivo, dopo la sua sparizione, Petey appare solo nel finale rivelandosi anch'esso un morto vivente, a differenza del libro in cui viene ucciso dai morti viventi ed esce di scena.

## Curiosità
- È probabile che per questa storia Stine si sia ispirato al film House of the Living Dead (1974).
- La storia presenta delle similitudini con il romanzo Le notti di Salem di Stephen King (1975).
- Per la descrizione della Casa della Morte è probabile che Stine si sia ispirato anche alla saga di Amityville Horror.

## Edizioni
- R. L. Stine, La casa della morte, traduzione di Chiara Belliti, collana Piccoli brividi, Arnoldo Mondadori Editore, 1994,  p. 155, ISBN 88-04-38779-3.